# Zagrajmy (singel)
Zagrajmy – singel polskiego piosenkarza Wiktora Waligóry. Singel został wydany 16 lutego 2024.
Kompozycja znalazła się na 13. miejscu listy OLiA, najczęściej odtwarzanych utworów w polskich rozgłośniach radiowych.

## Geneza utworu i historia wydania
Utwór napisali i skomponowali Karol Papała, Jakub Dąbrowski oraz Wiktor Waligóra, którzy również odpowiadają za produkcję utworu.
Singel ukazał się w formacie digital download 16 lutego 2024 w Polsce za pośrednictwem wytwórni płytowej Papulos Records w dystrybucji Sony Music Entertainment Poland.

## „Zagrajmy” w stacjach radiowych
Nagranie było notowane na 13. miejscu w zestawieniu OLiA, najczęściej odtwarzanych utworów w polskich rozgłośniach radiowych.

## Teledysk
Do utworu powstał teledysk, który udostępniono w dniu premiery singla za pośrednictwem serwisu YouTube.

## Lista utworów
- Digital download[2]

1. „Zagrajmy” – 3:16

## Notowania

### Pozycja na liście airplay
| Kraj   | Lista (2024)                   | Najwyższa pozycja |
| ------ | ------------------------------ | ----------------- |
| Polska | OLiS – oficjalna lista airplay | 13                |

### Pozycje na listach rocznych
| Kraj   | Lista (2024)                   | Najwyższa pozycja |
| ------ | ------------------------------ | ----------------- |
| Polska | OLiS – oficjalna lista airplay | 95                |